# Willow River
Willow River – miasto w Stanach Zjednoczonych, w stanie Minnesota, w hrabstwie Pine.